# Interstate 20
L'Interstate 20 (I-20) è un'autostrada statunitense della Interstate Highway che si estende per 2477,39 chilometri e collega Kent con Florence passando per Dallas, Birmingham e Atlanta.